# Ann Kristin Aarønes
Ann Kristin Aarønes (Ålesund, 19 de janeiro de 1973) é uma futebolista norueguesa. campeã olímpica

## Carreira
Foi medalhista olímpica de bronze pela seleção de seu país em 1996.